# Pixiu
Pixiu (chinois : 貔貅 ; pinyin : píxiū, chinois archaïque : bjii hiu) est une créature mythologique chinoise, considéré comme un des neuf fils du dragon et souvent utilisé comme amulette dans des pendentifs de jade. Il ne doit pas être confondu avec bixie (en), créature proche ou avec bixi, autre fils du dragon, ayant une forme de tortue et utilisé pour porter les stèles.

## Galerie

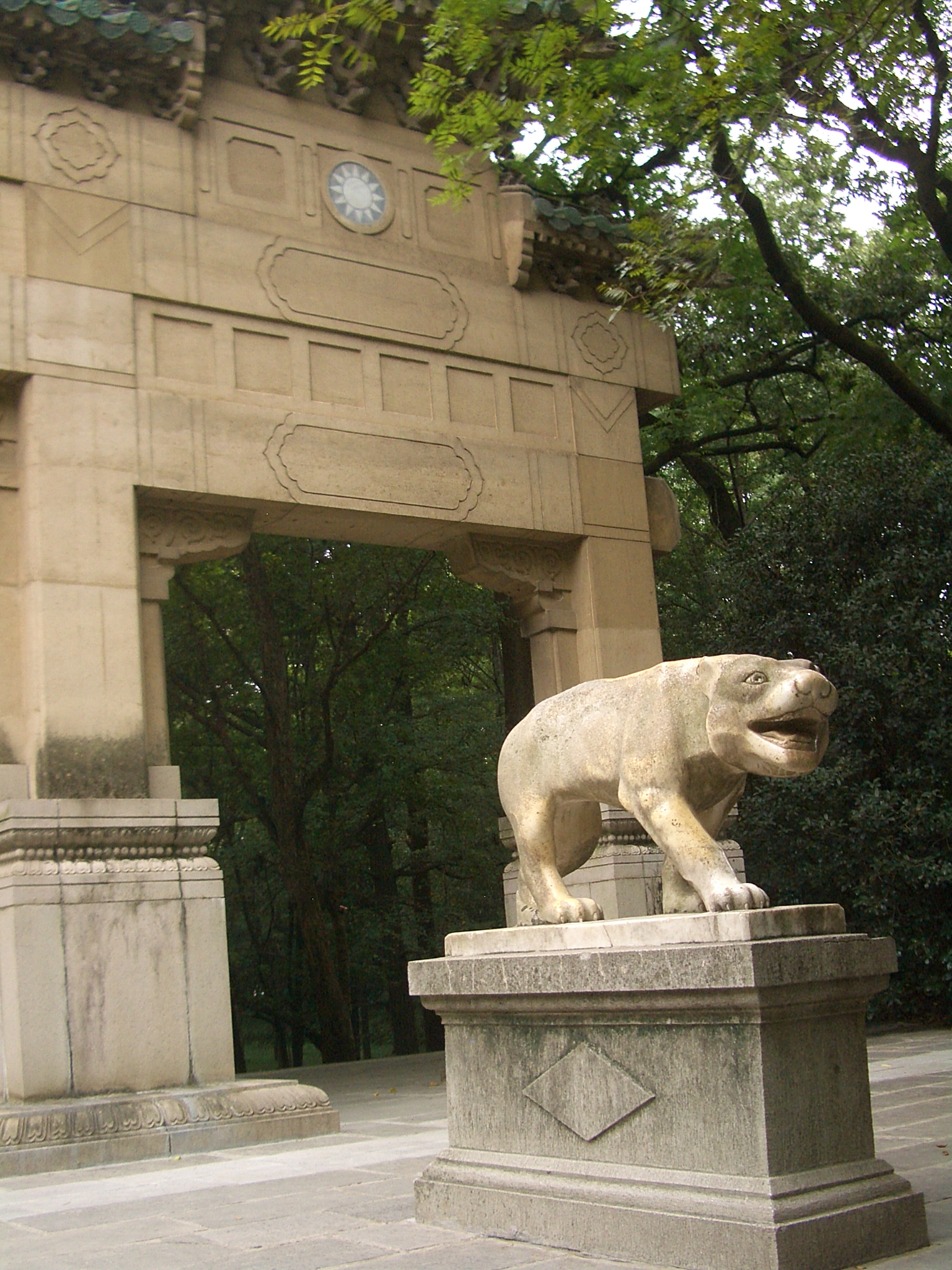
Temple Linggu (zh) à Nankin, Chine continentale
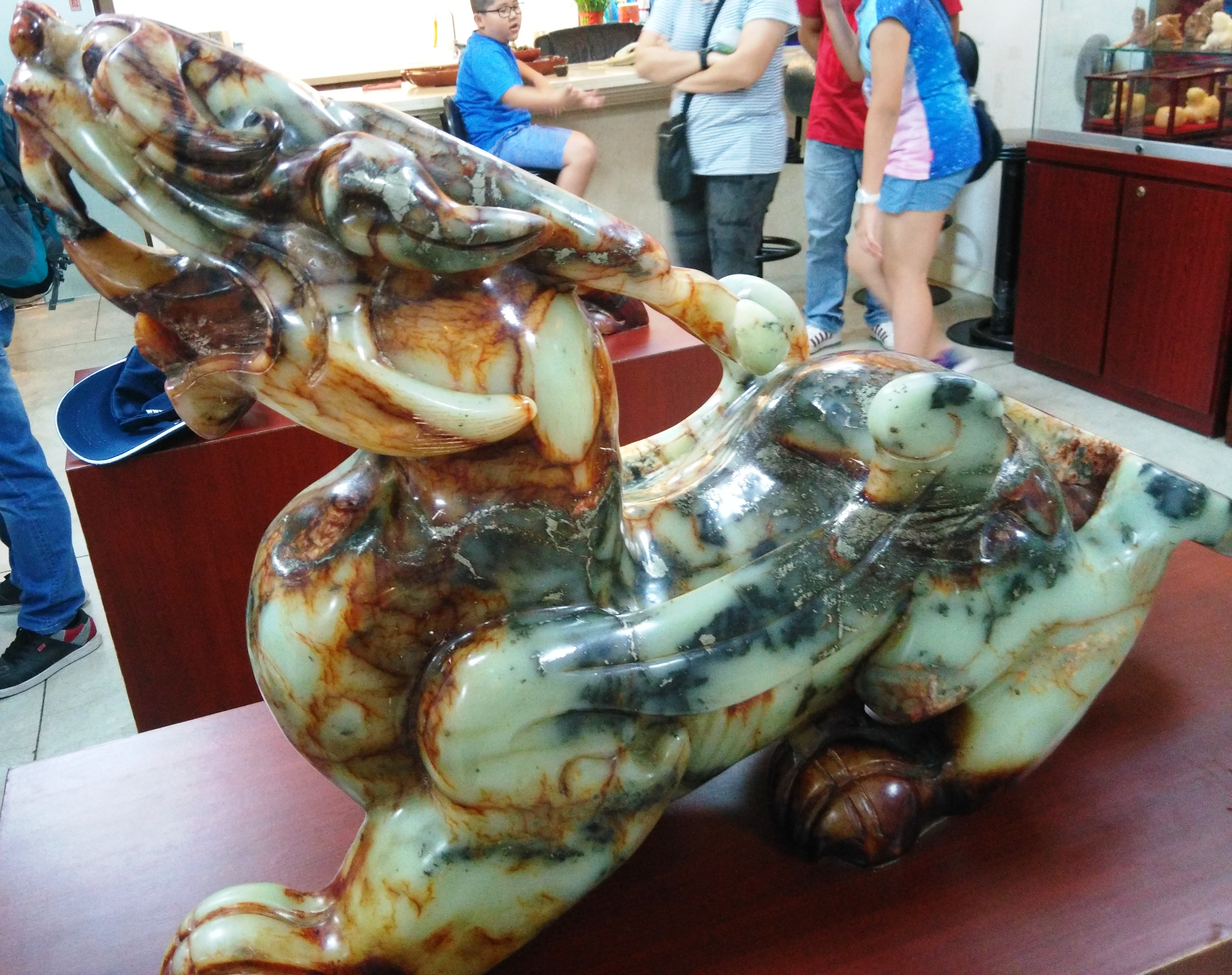
Pixiu au Viêt Nam
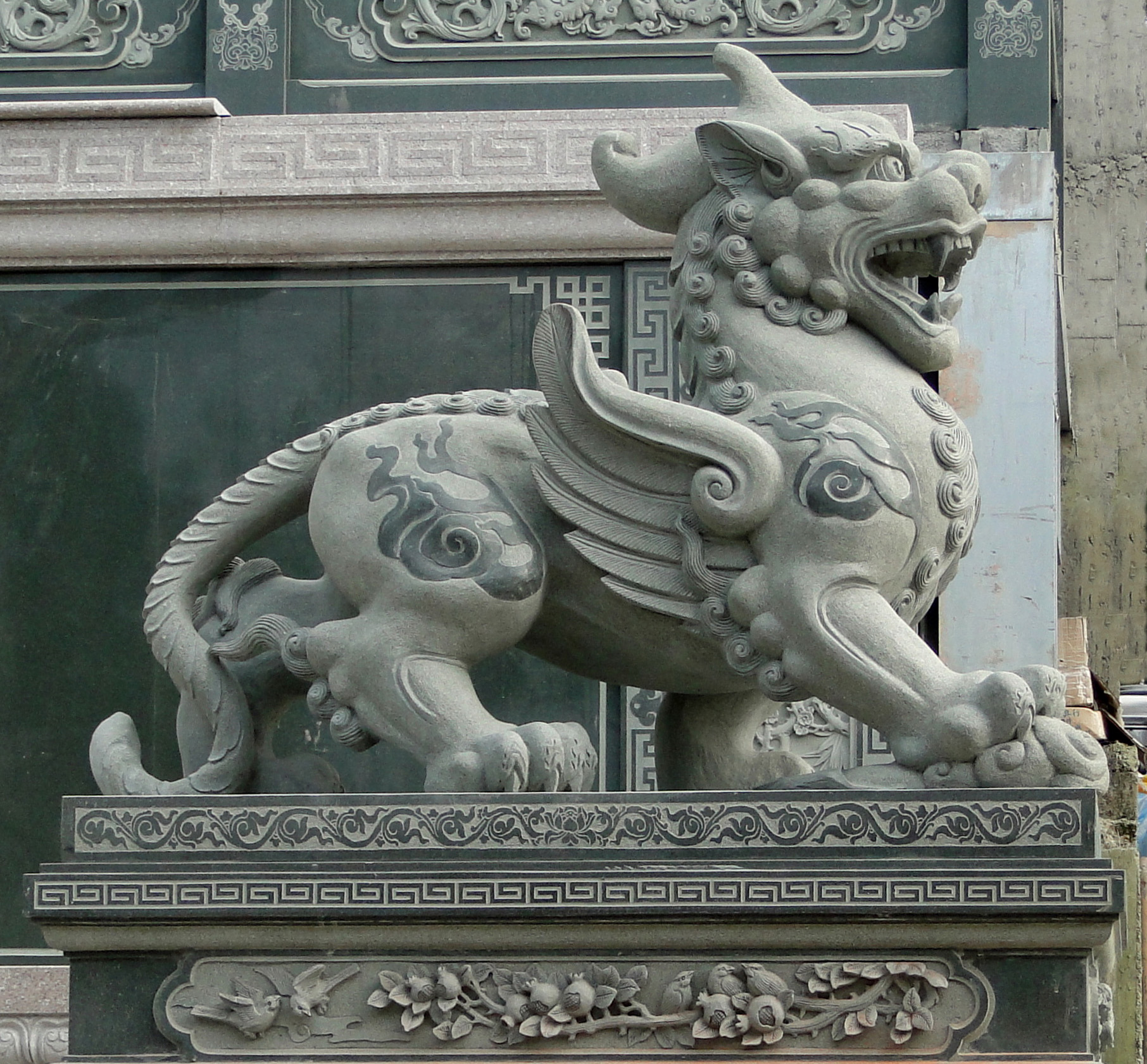
Pixiu chinois au temple Wen-Wu, Lac du Soleil et de la Lune, à Taïwan.